# Меньшиков, Виталий Анатольевич
Виталий Анатольевич Меньшиков (род. 15 июля 1989, Челябинск) — российский хоккеист, защитник. Обладатель бронзовых медалей зимней XXVI Всемирной зимней Универсиады 2013 и чемпионата КХЛ сезона 2014/2015.

## Биография
Родился 15 июля 1989 года в Челябинске. Хоккеем начал заниматься с 5-летнего возраста, воспитанник челябинской ДЮСШ по хоккею. В 17-летнем возрасте уехал в Северную Америку, но через год вернулся в Россию, где продолжил играть за челябинскую молодёжную команду «Трактор-2».
В Высшей лиге дебютировал в сезоне 2007/08 в качестве нападающего клуба «Металлург» Серов. В следующем сезоне сменил амплуа и занял место защитника в составе хоккейного клуба «Зауралье» Курган.
В КХЛ дебютировал в составе клуба «Автомобилист» Екатеринбург в 2012 году.
В составе сборной России участвовал в Универсиаде 2013, Кубке Карьяла 2015, Еврохоккей Челлендже 2016 (нем. Euro Hockey Challenge 2016).
С 24 декабря 2016 года выступал за «Авангард» после перехода из «Сибири».
30 августа 2018 года московское «Динамо» подтвердило переход защитника. В общей сложности за шесть сезонов в лиге хоккеист провёл 215 матчей, в которых отметился 37 (7+30) баллами при полезности «-11».
В 2019 году окончил Высшую школу тренеров Сибирского государственного университета физической культуры и спорта.
В 2020 году был игроком «Сибири», а с 27 октября по 10 ноября 2020 года — магнитогорского «Металлурга».
11 февраля 2021 года подписал контракт с австрийским клубом «Грац Найнти Найнерс» и стал первым русским игроком в истории этого клуба. В конце ноября подписал контракт с ХК «Йокерит».
В мае 2022 года подписал контракт с «Витязем». 

## Достижения
- XXVI Всемирная зимняя Универсиада 2013 —  (в составе сборной России)
- Чемпионат КХЛ сезона 2014/2015 —  (в составе новосибирской команды «Сибирь»)

## Семья
Жена Виктория.